# Yrjö-Koskinen
Yrjö-Koskinen är en finländsk adelsätt. Stamfadern Georg Forsman adlades 1884. Han använde författarnamnet Yrjö Koskinen, en förfinskad variant av hans ursprungliga namn. Adelsnamnet Yrjö-Koskinen är en kombination av förnamnet Yrjö och efternamnet Koskinen. Två senare adlade finländska ätter följde Forsmans exempel och antog ett finskspråkigt namn: Wuorenheimo (ursprungligen Bergbom) 1903 och Soisalon-Soininen (ursprungligen Johnsson) 1904.
Yrjö-Koskinen upphöjdes 1897 och introducerades följande år som friherre. Sedan dess är Yrjö-Koskinen den friherrliga ätten nummer 62 i Finland. Efter det ursprungliga adlandet hade ättens nummer varit 264. Ättens valspråk är Vapaa valpas vilpitön (fri vaksam uppriktig).